# Elisabeth Augusta Lindenov
Elisabeth Augusta Lindenov (født 28. december 1623 på Kronborg, død 9. august 1677) var datter af Christian 4. og hans hustru til venstre hånd Kirsten Munk. Ligesom sin mor og søskende bar hun titlen komtesse af Slesvig-Holsten. Hun opfostredes i en del af sin barndom hos mormoderen, Ellen Marsvin. Hun blev gift med Hans Lindenov den 27. oktober 1639, og blev 4. juli 1649 mor til Sophie Amalie Lindenov.
Elisabeth Augusta er blevet beskrevet som en vulgær, konstant gældstynget spillefugl, som var i konflikt med sine søskende. Efter hendes mors død arvede hun Boller og Rosenvold, men på grund af økonomiske vanskeligheder solgte hun ejendommene. Efter ægtefællens død i 1659 blev hun tildelt til en månedlig pension på 100 rigsdaler af sin halvbror Frederik 3.
Under Svenskekrigene 1657-1660 gjorde hun modstand mod den svenske besættelsesmagt. Hun skildres af svenske officerer, der var udstationeret i egnen, som en "obstinat og trodsig kvinde", der ikke nærer frygt for nogen som helst, men med våben i hånd og fulgt af bevæbnede karle øver sit herredømme over omegnen, og vil være i stand til at berede svenskerne betydelige vanskeligheder. Hos hende var som gæst en ritmester Stygge Høeg, der fulgte grevinden på hendes farter, på trods af at han egentlig selv var svensker.

## Literatur
- Lindenov, Elisabeth Augusta i Dansk Biografisk Leksikon (1. udgave, bind 4, 1890), forfattet af Carl Frederik Bricka
- Rockstroh, K. C. Udviklingen af den nationale Hær i Danmark i det 17. og 18. Aarhundrede : Bind I Tiden 1614-1670. København 1909, s. 374